# Пыльцеголовник серповидный
Пыльцеголо́вник серповидный (лат. Cephalanthera falcata) — многолетнее травянистое растение, вид семейства Орхидные из рода Пыльцеголовник (Cephalanthera). Произрастает в Китае, Корее и Японии.

## Таксономия
Вид был впервые описан Карлом Питером Тунбергом в 1784 году, который поместил его в род Серапиас под базионимом Serapias falcata. В 1859 году Карл Людвиг фон Блюм перенёс его в род Cephalanthera.

### Синонимы
- Cephalanthera bijiangensis S.C.Chen
- Cephalanthera falcata f. conformis H.Hayak. & J.Yokoy.
- Cephalanthera falcata var. flava X.H.Jin & S.C.Chen
- Cephalanthera japonica A.Gray
- Cephalanthera platycheila Rchb.f.
- Cephalanthera raymondiae Schltr.
- Cymbidium falcatum (Thunb.) Sw.
- Epipactis falcata (Thunb.) Sw.
- Limodorum falcatum (Thunb.) Kuntze
- Pelexia falcata (Thunb.) Spreng.
- Pelexia japonica Spreng.
- Serapias falcata Thunb.

## Описание

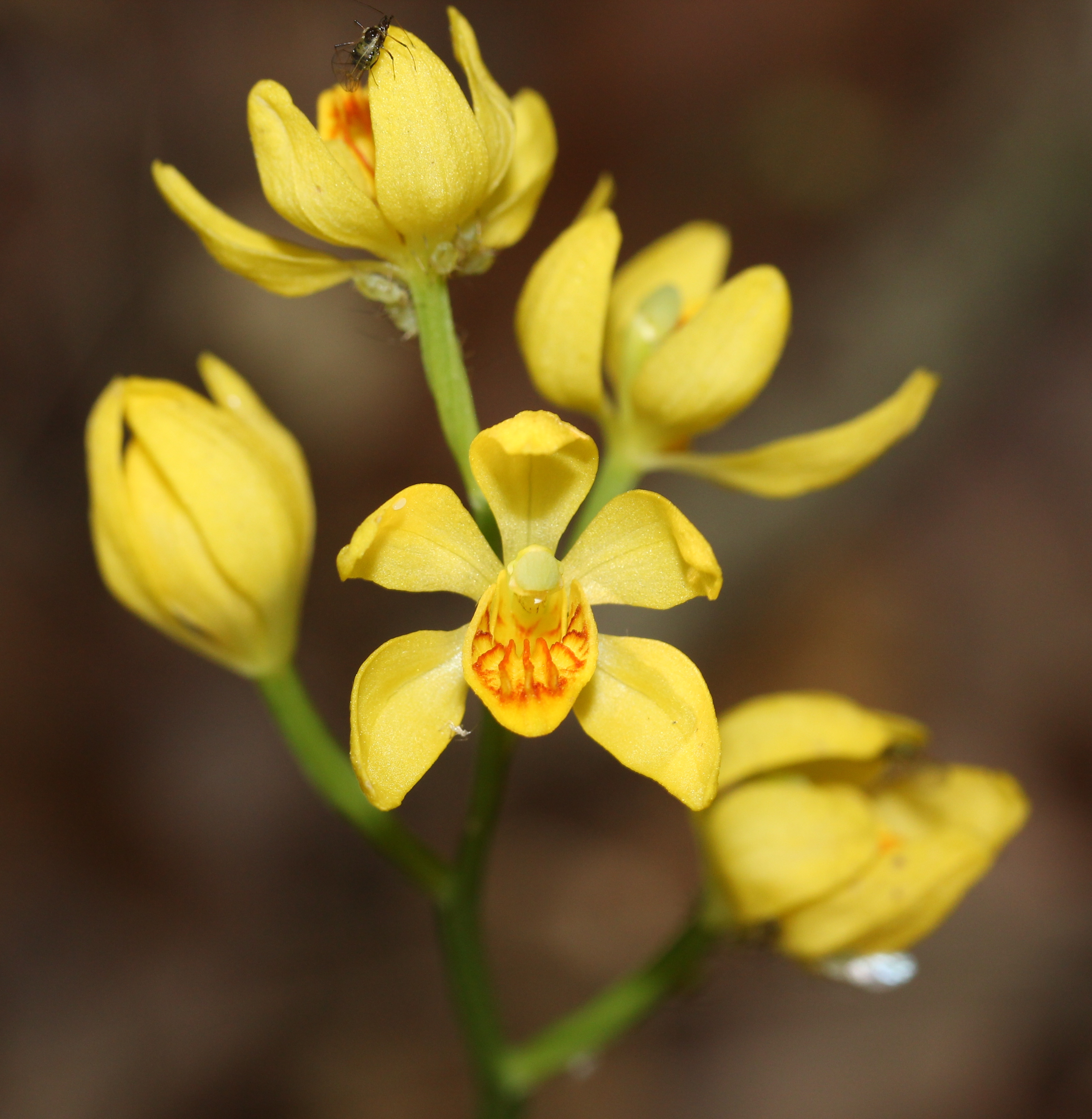
Цветок.

Травянистое многолетнее растение. Стебель довольно прочный, высотой 20-50 см, несущий от 4 до 7 стеблеобъемлющих листьев. Форма листа от эллиптической до овально-ланцетной, длина 5-11 см, ширина 1,5-3,5 см.
Соцветие более или менее густоцветковое, с 5-10 цветами. Завязь 7-15 мм, прицветники короче завязи. Околоцветник ярко-жёлтого цвета состоит из эллиптических чашелистиков с пятью жилками (длиной от 12 до 15 мм и шириной 3,5-4,5 мм) и лепестков, похожих на чашелистики, но короче (8-12 мм). Шпорец длиной около 3 мм. Плод — узкоэллиптическая коробочка.
Цветёт в апреле-мае, плодоносит в августе-сентябре.

## Среда обитания и распространение
Растёт в лесах, на лугах, в долинах и вдоль ручьёв в высотном интервале от 700 до 2000 метров над уровнем моря.
Вид встречается на юге и востоке Китая в регионах Аньхой, Фуцзянь, Гуандун, Гуанси, Гуйчжоу, Хубэй, Хунань, Цзянсу, Цзянси, Сычуань, Юньнань и Чжэцзян, а также в Корее и Япония.

## Природоохранный статус
Вид внесён в Приложение II СИТЕС, которое включает виды, которые могут оказаться под угрозой в случае незаконной торговли и использования.